# Willy Focke
Willy Focke (* 1949) ist ein deutscher Komponist.

## Leben
1973 erhielt er einen 3. Preis beim Dresdner Weber-Wettbewerb. 1976 wurde er mit dem Hanns-Eisler-Preis von Radio DDR ausgezeichnet. Im gleichen Jahr erhielt er den 1. Preis beim Kammermusik-Wettbewerb der DDR-Musiktage. Seine Werke erscheinen bei der Edition Peters und wurden u. a. vom Streichquartett der Komischen Oper Berlin und bei Kammermusikabenden der Staatskapelle Dresden aufgeführt. Außerdem erhielt er Aufträge von der Konzerthalle Carl Philipp Emanuel Bach Frankfurt (Oder).

## Werke (Auswahl)
- Konzert für Bassetthorn und Orchester
- Streichquartett I mit Bariton solo über ein Gedicht von Johannes R. Becher, op. 13
- Streichquartett II
- Fünf Duos für Bratsche und Klarinette, op. 3[5]
- Drei Sonette von Francesco Petrarca für eine Singstimme und Cembalo[5]
- Epitaph für Carl Philipp Emanuel Bach, Divertimento für Oboe, Violoncello und Cembalo
- Und wo die erste Reihe geht (Song)